# 棋譜
棋譜是一盤棋局對弈發展的過程紀錄，有人將古今中外的對局，或者是某人排擬的棋局，刊輯成書供人閱讀。不同的棋戲會有不同的棋譜，例如圍棋棋譜、日本将棋棋譜、國際象棋棋譜和五子棋棋譜、中国象棋棋谱等等。
在現今，更有將這些棋譜轉存為電子檔案格式（如：SGF；PGN），以供軟件閱讀和方便打譜。

## 常見打譜軟體

### 圍棋
- Drago
- LGR 打譜工具
- MultiGo

### 象棋
- 象棋巫師
- 象棋橋

### 西洋棋
- Arena Chess
- Fritz（英语：Fritz (chess)）

### 五子棋
- RenLib 3.7

## 線上打譜

### 圍棋
- LGS 棋譜小工具

### 象棋
- 東萍棋譜

### 五子棋
- Play5

## 內部連結
- 圍棋棋譜
- 中國象棋棋譜
- 國際象棋棋譜